# Elaphoglossum smithii
Elaphoglossum smithii är en träjonväxtart som först beskrevs av Bak., och fick sitt nu gällande namn av Hermann Christ. Elaphoglossum smithii ingår i släktet Elaphoglossum och familjen Dryopteridaceae. Inga underarter finns listade.